# Ulrike Kessl
Ulrike Kessl (* 1962 in Rottweil) ist eine deutsche Objekt- und Installationskünstlerin.

## Ausbildung
Kessl studierte von 1981 bis 1988 an der Kunstakademie Düsseldorf. Ab 1986 wurde sie Meisterschülerin bei Erwin Heerich. Seit 1984 erfolgte die Mitarbeit bei UNART (experimentelle Form von Kunsttherapie/Uniklinik Essen). 1991 erhielt sie ein Stipendium am Institut des Hautes Etudes en Artes Plastiques in Paris. 1992 wurde Kessl Assistenzprofessorin am I.H.E.A.P. und 1997 Artist in Residence an der Chinati-Foundation in Marfa (Texas).

## Werk
Im Zentrum der Arbeit von Ulrike Kessl stehen experimentelle, skulpturale Arbeiten, die eine Auseinandersetzung mit Gegenständen und deren Funktionalität bis zur Thematisierung von Körper- und Raumerleben durch bestimmte Eingriffe in den Ausstellungsraum miteinander verbinden. Dabei bedient sie sich einer sorgfältig entwickelten künstlerischen Sprache, die Materialien und Techniken aus Eigenschaften des jeweiligen Ausstellungsortes immer neu entwickelt. Die Arbeiten lassen sich keiner herkömmlichen Gattungsbezeichnung – weder "Installation", "Skulptur" noch "Site-specific-work" - eindeutig zuordnen. Werke von Ulrike Kessl befinden sich u. a. in folgenden öffentlichen Sammlungen: Wilhelm-Lehmbruck-Museum, Duisburg, Kunstmuseum Düsseldorf, Kunsthalle Bremen und Taejon Art Foundation, Daejeon (Südkorea).
Ulrike Kessl ist Mitglied im Deutschen Künstlerbund. Sie lebt in Düsseldorf.

## Auszeichnungen
- 1989 Förderpreis der Stadt Düsseldorf
- 1993 Kunst-am-Bau-Wettbewerb für das Wasser- und Schifffahrtsamt Duisburg-Meiderich: Erster Preis und Realisation
- 1991–93 Wilhelm-Lehmbruck-Stipendium, Duisburg
- 1997 Arbeitsstipendium der Stiftung Kunstfonds, Bonn

## Einzelausstellungen und Installationen (Auswahl)
- 1990 Galerie Schmela, Düsseldorf
- 1993 Wilhelm-Lehmbruck-Museum, Duisburg
- "Future lies ahead", Expo, Taejon, Korea
- Ausstellungshalle Am Hawerkamp, Münster
- 1995 Kunsthaus Essen
- 1996, 2000, 2001 Galerie Kraushaar, Düsseldorf
- 2001 Installationprojekt für den RWE-Turm, Essen
- 2003 Forum Kunst, Rottweil
- 2004 My Father´s Eyes, Galerie Andreas Brüning, Düsseldorf
- 2006 Zoopapapa, Öffentlicher Raum, Düsseldorf
- Goethe-Institut und Galerie Bab el Kebir, Rabat, Marokko
- 2007 Gropius Bau, Berlin
- 2008 Städt. Galerie Remscheid; Museum Baden, Solingen
- 2009 Kunstverein Region Heinsberg
- Field Institute Hombroich
- Internationaler Kunstpreis 5x5 Castelló, Castelló, Spanien